# Gardeja (plaats)

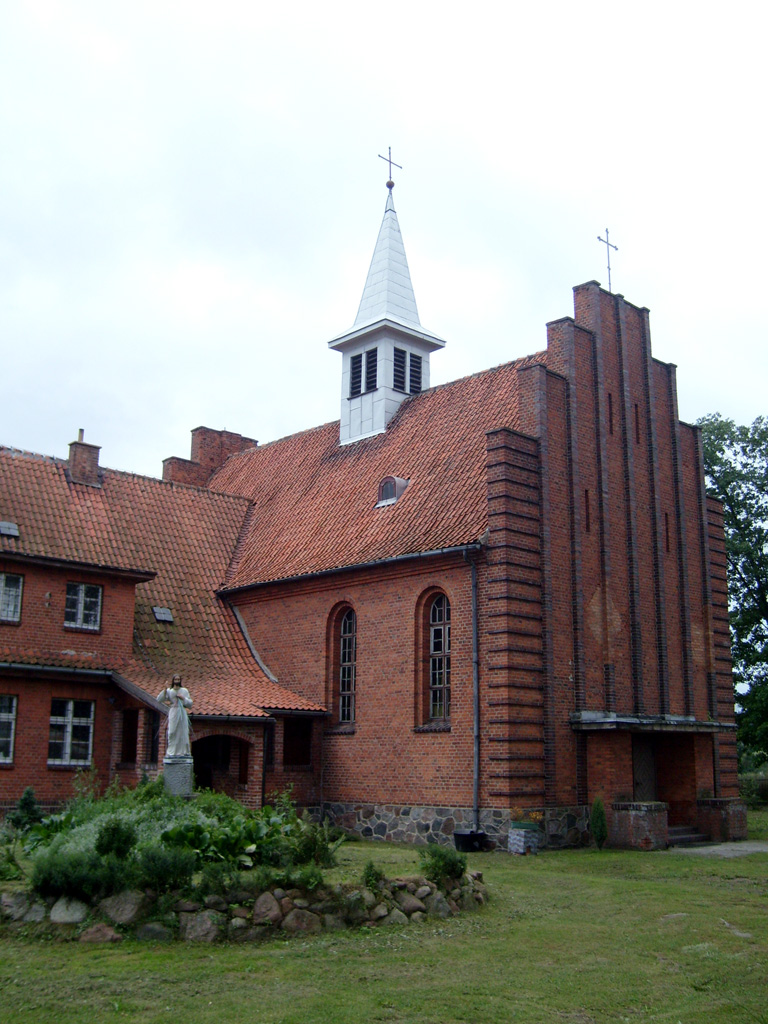
Kerk in Gardeja

Gardeja (Duits: Garnsee) is een dorp in de Poolse woiwodschap Pommeren. De plaats maakt deel uit van de gemeente Gardeja en telt 2500 inwoners.

## Verkeer en vervoer
- Station Gardeja